# 1690
Portal Geschichte | Portal Biografien | Aktuelle Ereignisse | Jahreskalender | Tagesartikel

◄ |
16. Jahrhundert |
17. Jahrhundert
| 18. Jahrhundert | ►

◄ |
1660er |
1670er |
1680er |
1690er
| 1700er | 1710er | 1720er | ►

◄◄ |
◄ |
1686 |
1687 |
1688 |
1689 |
1690
| 1691 | 1692 | 1693 | 1694 | ► | ►►
Staatsoberhäupter  · Nekrolog   · Musikjahr
| Januar | Januar | Januar | Januar | Januar | Januar | Januar | Januar |
| Kw     | Mo     | Di     | Mi     | Do     | Fr     | Sa     | So     |
| ------ | ------ | ------ | ------ | ------ | ------ | ------ | ------ |
| 52     |        |        |        |        |        |        | 1      |
| 1      | 2      | 3      | 4      | 5      | 6      | 7      | 8      |
| 2      | 9      | 10     | 11     | 12     | 13     | 14     | 15     |
| 3      | 16     | 17     | 18     | 19     | 20     | 21     | 22     |
| 4      | 23     | 24     | 25     | 26     | 27     | 28     | 29     |
| 5      | 30     | 31     |        |        |        |        |        |

| Februar | Februar | Februar | Februar | Februar | Februar | Februar | Februar |
| Kw      | Mo      | Di      | Mi      | Do      | Fr      | Sa      | So      |
| ------- | ------- | ------- | ------- | ------- | ------- | ------- | ------- |
| 5       |         |         | 1       | 2       | 3       | 4       | 5       |
| 6       | 6       | 7       | 8       | 9       | 10      | 11      | 12      |
| 7       | 13      | 14      | 15      | 16      | 17      | 18      | 19      |
| 8       | 20      | 21      | 22      | 23      | 24      | 25      | 26      |
| 9       | 27      | 28      |         |         |         |         |         |

| März | März | März | März | März | März | März | März |
| Kw   | Mo   | Di   | Mi   | Do   | Fr   | Sa   | So   |
| ---- | ---- | ---- | ---- | ---- | ---- | ---- | ---- |
| 9    |      |      | 1    | 2    | 3    | 4    | 5    |
| 10   | 6    | 7    | 8    | 9    | 10   | 11   | 12   |
| 11   | 13   | 14   | 15   | 16   | 17   | 18   | 19   |
| 12   | 20   | 21   | 22   | 23   | 24   | 25   | 26   |
| 13   | 27   | 28   | 29   | 30   | 31   |      |      |

| April | April | April | April | April | April | April | April |
| Kw    | Mo    | Di    | Mi    | Do    | Fr    | Sa    | So    |
| ----- | ----- | ----- | ----- | ----- | ----- | ----- | ----- |
| 13    |       |       |       |       |       | 1     | 2     |
| 14    | 3     | 4     | 5     | 6     | 7     | 8     | 9     |
| 15    | 10    | 11    | 12    | 13    | 14    | 15    | 16    |
| 16    | 17    | 18    | 19    | 20    | 21    | 22    | 23    |
| 17    | 24    | 25    | 26    | 27    | 28    | 29    | 30    |

| Mai | Mai | Mai | Mai | Mai | Mai | Mai | Mai |
| Kw  | Mo  | Di  | Mi  | Do  | Fr  | Sa  | So  |
| --- | --- | --- | --- | --- | --- | --- | --- |
| 18  | 1   | 2   | 3   | 4   | 5   | 6   | 7   |
| 19  | 8   | 9   | 10  | 11  | 12  | 13  | 14  |
| 20  | 15  | 16  | 17  | 18  | 19  | 20  | 21  |
| 21  | 22  | 23  | 24  | 25  | 26  | 27  | 28  |
| 22  | 29  | 30  | 31  |     |     |     |     |

| Juni | Juni | Juni | Juni | Juni | Juni | Juni | Juni |
| Kw   | Mo   | Di   | Mi   | Do   | Fr   | Sa   | So   |
| ---- | ---- | ---- | ---- | ---- | ---- | ---- | ---- |
| 22   |      |      |      | 1    | 2    | 3    | 4    |
| 23   | 5    | 6    | 7    | 8    | 9    | 10   | 11   |
| 24   | 12   | 13   | 14   | 15   | 16   | 17   | 18   |
| 25   | 19   | 20   | 21   | 22   | 23   | 24   | 25   |
| 26   | 26   | 27   | 28   | 29   | 30   |      |      |

| Juli | Juli | Juli | Juli | Juli | Juli | Juli | Juli |
| Kw   | Mo   | Di   | Mi   | Do   | Fr   | Sa   | So   |
| ---- | ---- | ---- | ---- | ---- | ---- | ---- | ---- |
| 26   |      |      |      |      |      | 1    | 2    |
| 27   | 3    | 4    | 5    | 6    | 7    | 8    | 9    |
| 28   | 10   | 11   | 12   | 13   | 14   | 15   | 16   |
| 29   | 17   | 18   | 19   | 20   | 21   | 22   | 23   |
| 30   | 24   | 25   | 26   | 27   | 28   | 29   | 30   |
| 31   | 31   |      |      |      |      |      |      |

| August | August | August | August | August | August | August | August |
| Kw     | Mo     | Di     | Mi     | Do     | Fr     | Sa     | So     |
| ------ | ------ | ------ | ------ | ------ | ------ | ------ | ------ |
| 31     |        | 1      | 2      | 3      | 4      | 5      | 6      |
| 32     | 7      | 8      | 9      | 10     | 11     | 12     | 13     |
| 33     | 14     | 15     | 16     | 17     | 18     | 19     | 20     |
| 34     | 21     | 22     | 23     | 24     | 25     | 26     | 27     |
| 35     | 28     | 29     | 30     | 31     |        |        |        |

| September | September | September | September | September | September | September | September |
| Kw        | Mo        | Di        | Mi        | Do        | Fr        | Sa        | So        |
| --------- | --------- | --------- | --------- | --------- | --------- | --------- | --------- |
| 35        |           |           |           |           | 1         | 2         | 3         |
| 36        | 4         | 5         | 6         | 7         | 8         | 9         | 10        |
| 37        | 11        | 12        | 13        | 14        | 15        | 16        | 17        |
| 38        | 18        | 19        | 20        | 21        | 22        | 23        | 24        |
| 39        | 25        | 26        | 27        | 28        | 29        | 30        |           |

| Oktober | Oktober | Oktober | Oktober | Oktober | Oktober | Oktober | Oktober |
| Kw      | Mo      | Di      | Mi      | Do      | Fr      | Sa      | So      |
| ------- | ------- | ------- | ------- | ------- | ------- | ------- | ------- |
| 39      |         |         |         |         |         |         | 1       |
| 40      | 2       | 3       | 4       | 5       | 6       | 7       | 8       |
| 41      | 9       | 10      | 11      | 12      | 13      | 14      | 15      |
| 42      | 16      | 17      | 18      | 19      | 20      | 21      | 22      |
| 43      | 23      | 24      | 25      | 26      | 27      | 28      | 29      |
| 44      | 30      | 31      |         |         |         |         |         |

| November | November | November | November | November | November | November | November |
| Kw       | Mo       | Di       | Mi       | Do       | Fr       | Sa       | So       |
| -------- | -------- | -------- | -------- | -------- | -------- | -------- | -------- |
| 44       |          |          | 1        | 2        | 3        | 4        | 5        |
| 45       | 6        | 7        | 8        | 9        | 10       | 11       | 12       |
| 46       | 13       | 14       | 15       | 16       | 17       | 18       | 19       |
| 47       | 20       | 21       | 22       | 23       | 24       | 25       | 26       |
| 48       | 27       | 28       | 29       | 30       |          |          |          |

| Dezember | Dezember | Dezember | Dezember | Dezember | Dezember | Dezember | Dezember |
| Kw       | Mo       | Di       | Mi       | Do       | Fr       | Sa       | So       |
| -------- | -------- | -------- | -------- | -------- | -------- | -------- | -------- |
| 48       |          |          |          |          | 1        | 2        | 3        |
| 49       | 4        | 5        | 6        | 7        | 8        | 9        | 10       |
| 50       | 11       | 12       | 13       | 14       | 15       | 16       | 17       |
| 51       | 18       | 19       | 20       | 21       | 22       | 23       | 24       |
| 52       | 25       | 26       | 27       | 28       | 29       | 30       | 31       |

| Januar | Januar | Januar | Januar | Januar | Januar | Januar | Januar |
| Kw     | Mo     | Di     | Mi     | Do     | Fr     | Sa     | So     |
| ------ | ------ | ------ | ------ | ------ | ------ | ------ | ------ |
| 52     |        |        |        |        |        |        | 1      |
| 1      | 2      | 3      | 4      | 5      | 6      | 7      | 8      |
| 2      | 9      | 10     | 11     | 12     | 13     | 14     | 15     |
| 3      | 16     | 17     | 18     | 19     | 20     | 21     | 22     |
| 4      | 23     | 24     | 25     | 26     | 27     | 28     | 29     |
| 5      | 30     | 31     |        |        |        |        |        |

| Februar | Februar | Februar | Februar | Februar | Februar | Februar | Februar |
| Kw      | Mo      | Di      | Mi      | Do      | Fr      | Sa      | So      |
| ------- | ------- | ------- | ------- | ------- | ------- | ------- | ------- |
| 5       |         |         | 1       | 2       | 3       | 4       | 5       |
| 6       | 6       | 7       | 8       | 9       | 10      | 11      | 12      |
| 7       | 13      | 14      | 15      | 16      | 17      | 18      | 19      |
| 8       | 20      | 21      | 22      | 23      | 24      | 25      | 26      |
| 9       | 27      | 28      |         |         |         |         |         |

| März | März | März | März | März | März | März | März |
| Kw   | Mo   | Di   | Mi   | Do   | Fr   | Sa   | So   |
| ---- | ---- | ---- | ---- | ---- | ---- | ---- | ---- |
| 9    |      |      | 1    | 2    | 3    | 4    | 5    |
| 10   | 6    | 7    | 8    | 9    | 10   | 11   | 12   |
| 11   | 13   | 14   | 15   | 16   | 17   | 18   | 19   |
| 12   | 20   | 21   | 22   | 23   | 24   | 25   | 26   |
| 13   | 27   | 28   | 29   | 30   | 31   |      |      |

| April | April | April | April | April | April | April | April |
| Kw    | Mo    | Di    | Mi    | Do    | Fr    | Sa    | So    |
| ----- | ----- | ----- | ----- | ----- | ----- | ----- | ----- |
| 13    |       |       |       |       |       | 1     | 2     |
| 14    | 3     | 4     | 5     | 6     | 7     | 8     | 9     |
| 15    | 10    | 11    | 12    | 13    | 14    | 15    | 16    |
| 16    | 17    | 18    | 19    | 20    | 21    | 22    | 23    |
| 17    | 24    | 25    | 26    | 27    | 28    | 29    | 30    |

| Mai | Mai | Mai | Mai | Mai | Mai | Mai | Mai |
| Kw  | Mo  | Di  | Mi  | Do  | Fr  | Sa  | So  |
| --- | --- | --- | --- | --- | --- | --- | --- |
| 18  | 1   | 2   | 3   | 4   | 5   | 6   | 7   |
| 19  | 8   | 9   | 10  | 11  | 12  | 13  | 14  |
| 20  | 15  | 16  | 17  | 18  | 19  | 20  | 21  |
| 21  | 22  | 23  | 24  | 25  | 26  | 27  | 28  |
| 22  | 29  | 30  | 31  |     |     |     |     |

| Juni | Juni | Juni | Juni | Juni | Juni | Juni | Juni |
| Kw   | Mo   | Di   | Mi   | Do   | Fr   | Sa   | So   |
| ---- | ---- | ---- | ---- | ---- | ---- | ---- | ---- |
| 22   |      |      |      | 1    | 2    | 3    | 4    |
| 23   | 5    | 6    | 7    | 8    | 9    | 10   | 11   |
| 24   | 12   | 13   | 14   | 15   | 16   | 17   | 18   |
| 25   | 19   | 20   | 21   | 22   | 23   | 24   | 25   |
| 26   | 26   | 27   | 28   | 29   | 30   |      |      |

| Juli | Juli | Juli | Juli | Juli | Juli | Juli | Juli |
| Kw   | Mo   | Di   | Mi   | Do   | Fr   | Sa   | So   |
| ---- | ---- | ---- | ---- | ---- | ---- | ---- | ---- |
| 26   |      |      |      |      |      | 1    | 2    |
| 27   | 3    | 4    | 5    | 6    | 7    | 8    | 9    |
| 28   | 10   | 11   | 12   | 13   | 14   | 15   | 16   |
| 29   | 17   | 18   | 19   | 20   | 21   | 22   | 23   |
| 30   | 24   | 25   | 26   | 27   | 28   | 29   | 30   |
| 31   | 31   |      |      |      |      |      |      |

| August | August | August | August | August | August | August | August |
| Kw     | Mo     | Di     | Mi     | Do     | Fr     | Sa     | So     |
| ------ | ------ | ------ | ------ | ------ | ------ | ------ | ------ |
| 31     |        | 1      | 2      | 3      | 4      | 5      | 6      |
| 32     | 7      | 8      | 9      | 10     | 11     | 12     | 13     |
| 33     | 14     | 15     | 16     | 17     | 18     | 19     | 20     |
| 34     | 21     | 22     | 23     | 24     | 25     | 26     | 27     |
| 35     | 28     | 29     | 30     | 31     |        |        |        |

| September | September | September | September | September | September | September | September |
| Kw        | Mo        | Di        | Mi        | Do        | Fr        | Sa        | So        |
| --------- | --------- | --------- | --------- | --------- | --------- | --------- | --------- |
| 35        |           |           |           |           | 1         | 2         | 3         |
| 36        | 4         | 5         | 6         | 7         | 8         | 9         | 10        |
| 37        | 11        | 12        | 13        | 14        | 15        | 16        | 17        |
| 38        | 18        | 19        | 20        | 21        | 22        | 23        | 24        |
| 39        | 25        | 26        | 27        | 28        | 29        | 30        |           |

| Oktober | Oktober | Oktober | Oktober | Oktober | Oktober | Oktober | Oktober |
| Kw      | Mo      | Di      | Mi      | Do      | Fr      | Sa      | So      |
| ------- | ------- | ------- | ------- | ------- | ------- | ------- | ------- |
| 39      |         |         |         |         |         |         | 1       |
| 40      | 2       | 3       | 4       | 5       | 6       | 7       | 8       |
| 41      | 9       | 10      | 11      | 12      | 13      | 14      | 15      |
| 42      | 16      | 17      | 18      | 19      | 20      | 21      | 22      |
| 43      | 23      | 24      | 25      | 26      | 27      | 28      | 29      |
| 44      | 30      | 31      |         |         |         |         |         |

| November | November | November | November | November | November | November | November |
| Kw       | Mo       | Di       | Mi       | Do       | Fr       | Sa       | So       |
| -------- | -------- | -------- | -------- | -------- | -------- | -------- | -------- |
| 44       |          |          | 1        | 2        | 3        | 4        | 5        |
| 45       | 6        | 7        | 8        | 9        | 10       | 11       | 12       |
| 46       | 13       | 14       | 15       | 16       | 17       | 18       | 19       |
| 47       | 20       | 21       | 22       | 23       | 24       | 25       | 26       |
| 48       | 27       | 28       | 29       | 30       |          |          |          |

| Dezember | Dezember | Dezember | Dezember | Dezember | Dezember | Dezember | Dezember |
| Kw       | Mo       | Di       | Mi       | Do       | Fr       | Sa       | So       |
| -------- | -------- | -------- | -------- | -------- | -------- | -------- | -------- |
| 48       |          |          |          |          | 1        | 2        | 3        |
| 49       | 4        | 5        | 6        | 7        | 8        | 9        | 10       |
| 50       | 11       | 12       | 13       | 14       | 15       | 16       | 17       |
| 51       | 18       | 19       | 20       | 21       | 22       | 23       | 24       |
| 52       | 25       | 26       | 27       | 28       | 29       | 30       | 31       |

## Ereignisse

### Politik und Weltgeschehen

#### Pfälzischer Erbfolgekrieg / King William’s War

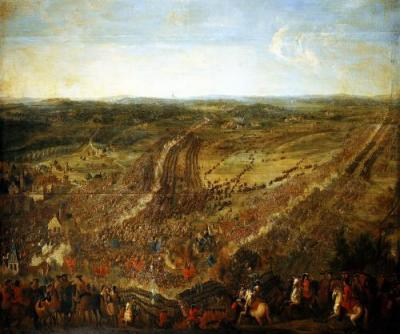
Die Schlacht bei Fleurus,
Gemälde von Pierre-Denis Martin

- 1. Juli: Im Pfälzischen Erbfolgekrieg besiegt ein französisches Heer unter François-Henri de Montmorency-Luxembourg die verbündeten Holländer und Deutschen in der Schlacht bei Fleurus.
- 10. Juli: In der Seeschlacht von Beachy Head besiegt eine anzahlmäßig stärkere französische Flotte eine Streitmacht von englisch-niederländischen Geschwadern.

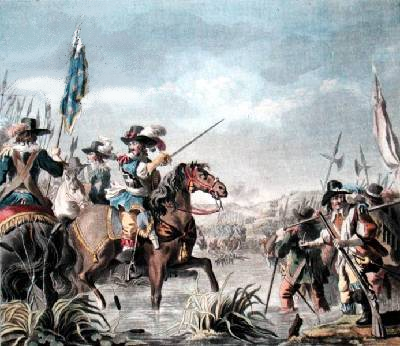
Schlacht bei Staffarda

- 18. August: Die Schlacht bei Staffarda gewinnen die französischen Truppen gegenüber einem Heer aus Savoyen. Das Herzogtum wird in der Folge besetzt.
- 12. September: Nach dem Tod von Philipp Wilhelm wird sein ältester Sohn Johann Wilhelm neuer Kurfürst der Kurpfalz.

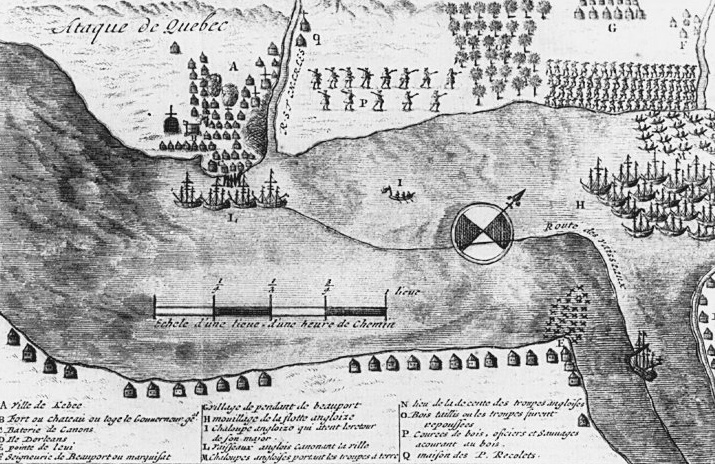
Québec 1690

- 16. bis 24. Oktober: Die Schlacht von Québec während King William’s War in den nordamerikanischen Kolonien Neuengland und Neufrankreich endet mit einem französischen Sieg.

#### Britische Inseln
- 11. Juli: In Irland besiegt während der Aufstände der Jakobiten die protestantische Armee von Wilhelm von Oranien die katholische Armee von Jakob II. in der Schlacht am Boyne.
- 7. August bis September: Die erste Belagerung der von Jakobiten gehaltenen Stadt Limerick muss von der Armee Wilhelms von Oranien erfolglos abgebrochen werden.

#### Asien
- 24. August: Job Charnock gründet eine Niederlassung der Britischen Ostindien-Kompanie am Ufer des Flusses Hugli. Aus der Ansiedlung entsteht die Stadt Kalkutta.
- Bahadur Khan II. gründet den Staat Bahawalpur.

#### Nordamerikanische Kolonien
In South Carolina tritt ein Gesetz in Kraft, mit dem die Bestrafung von Sklaven detailliert geregelt wird. Das Gesetz erlaubt es Sklavenhaltern u. a., widersetzliche Sklaven auszupeitschen und zu verstümmeln, unter bestimmten Bedingungen auch zu töten.
- Jakob Leisler führt einen als Leisler’s Rebellion bekannt gewordenen Aufstand im kolonialen New York fort.

### Wirtschaft
- 16. Januar: Deutsche Währungsgeschichte vor 1871/Sächsische Münzgeschichte: Kursachsen und das Herzogtum Braunschweig-Lüneburg übernehmen vertraglich den 1687 von Kurbrandenburg festgelegten Leipziger Fuß als Münzfuß für Silbermünzen.
- 3. Februar: In der britischen Kolonie Massachusetts kommt das erste Papiergeld in Amerika in Umlauf.
- 25. September: Ein sehr kurzes Aufblühen hat die Presse in den britischen Kolonien in Amerika. Die Zeitung Publick Occurrences Both Foreign and Domestick erscheint erst- und zugleich letztmals, weil sie von den britischen Behörden Neuenglands sofort verboten wird.
- 10. Dezember: Mit der Ausgabe von Kreditbriefen („bills of credit“) durch die Kolonie Massachusetts entsteht die erste Währung auf dem amerikanischen Kontinent.
- Urkundliche Ersterwähnung der Schlossbrauerei Ellingen

### Wissenschaft und Technik

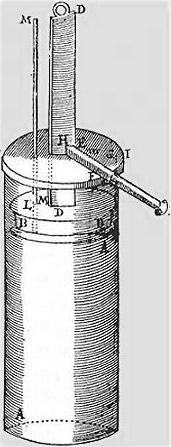
Papins Druckzylinder

Der französische Mathematiker Denis Papin, Professor an der Universität Marburg, berichtet von einer von ihm gebauten Dampfmaschine. Es handelt sich im Wesentlichen um einen Zylinder, in dem sich ein wenig Wasser und ein Kolben befinden. Wenn der Zylinder von außen abwechselnd erwärmt und abgekühlt wird, bewegt sich der Kolben und liefert nutzbare mechanische Arbeit. Es war die erste funktionierende Wärmekraftmaschine.

### Kultur
- 14. Januar: Johann Christoph Denner entwickelt in Nürnberg die Klarinette. (möglicherweise auch erst um 1700)
- 5. Oktober: In Rom wird von einem Dichterzirkel die Accademia dell’Arcadia gegründet.

## Geboren

### Erstes Halbjahr
- 10. Januar: Georg Friedrich von Amstel, preußischer Generalmajor und Kommandant († 1757)
- 22. Januar: Nicolas Lancret, französischer Maler († 1743)
- 23. Januar: Gottfried Heinrich Stölzel, deutscher Komponist und Musiktheoretiker († 1749)
- 28. Januar: Friedrich Bernhard Werner, Zeichner († 1776)
- 29. Januar: Franz Joseph Roth, deutscher Stuckateur und Baumeister († 1758)
- Januar: Barbara Christine von Bernhold, Reichsgräfin, Mätresse und Vertraute des Landgrafen Karl von Hessen-Kassel und Vertraute, Beraterin und Großhofmeisterin seines Sohnes und Nachfolgers Wilhelm VIII. († 1756)
- 01. Februar: Francesco Maria Veracini, italienischer Violinist und Komponist († 1768)
- 03. Februar: Tilmann Joseph Godesberg, deutscher Priester und Offizial im Erzbistum Köln († 1754)
- 04. Februar: Christian Müller, deutsch-niederländischer Orgelbauer († 1763)
- 07. Februar: Karl Friedrich II., Herzog von Württemberg-Oels († 1761)
- 14. Februar: Jakob Ernst von Liechtenstein-Kastelkorn, Bischof von Seckau, Fürstbischof von Olmütz und Fürsterzbischof von Salzburg († 1747)
- 21. Februar: Christoph Stoltzenberg, deutscher Komponist († 1764)
- 28. Februar: Alexei von Russland, Zarewitsch (Kronprinz) von Russland († 1718)
- 18. März: Christian Goldbach, preußischer Mathematiker († 1764)
- 19. März: Johann Christoph Wiegleb, deutscher Orgelbauer († 1749)
- 20. März: Giuseppe Gonzaga, Herzog von Guastalla († 1746)
- 09. April: Johan Henrik Scheffel, schwedischer Porträt- und  Miniaturmaler († 1781)
- 13. April: Joachim Wagner, deutscher Orgelbauer († 1749)
- 25. April: Gottlieb Muffat, österreichischer Organist und Komponist († 1770)
- 30. Mai: Anton Sturm, deutscher Bildhauer des Barock und Rokoko († 1757)

### Zweites Halbjahr
- 25. Juli: Ferdinand von Plettenberg, kurkölnischer Premierminister, Obristkämmerer und Erbmarschall des Kurfürsten Clemens August von Bayern († 1737)
- 13. August: Leonhard von Beauvryé, preußischer Generalmajor sowie Erbauer und Namensgeber des „Palais Beauvryé“ in Berlin († 1750)
- 29. August: Agostino Masucci, italienischer Maler († 1768)
- 09. September: Nicolas de Saulx-Tavannes, französischer Kardinal und Erzbischof von Rouen († 1759)
- 14. Oktober: Leopold Philipp Karl Joseph von Arenberg, Herzog von Arenberg († 1754)
- 14. Oktober: Olivio Sozzi, sizilianischer Maler († 1765)
- 29. Oktober: Martin Folkes, englischer Mathematiker und Numismatiker († 1754)
- 05. November: Peter Adolf Boysen, deutscher evangelischer Theologe, Philosoph und Historiker († 1743)
- 05. November: Friedrich Ludwig von Württemberg-Winnental, kurfürstlich-sächsischer Reitergeneral und kaiserlicher Generalfeldzeugmeister († 1734)
- 07. November: Peter Wessel Tordenskiold, dänischer Vizeadmiral, See- und Nationalheld († 1720)
- 10. November: Christine Charlotte zu Solms-Braunfels, Prinzessin von Hessen-Homburg († 1751)
- 17. November: Noël-Nicolas Coypel, französischer Maler († 1734)
- 23. November: Ernst Johann von Biron, Herzog von Kurland († 1772)
- 24. November (getauft): Carl Theodorus Pachelbel, US-amerikanischer Organist und Komponist († 1750)
- 28. November: Carlo Lodoli, italienischer Architekturtheoretiker, Priester, Mathematiker und Lehrer († 1761)
- 29. November: Christian August, Fürst von Anhalt-Zerbst, Vater der russischen Zarin Katharina II. († 1747)
- 30. November: Andreas Charitius, deutscher lutherischer Theologe († 1741)
- 22. Dezember: Marie Gabrielle Éléonore de Bourbon-Condé, Äbtissin von Saint-Antoine-des-Champs († 1760)

### Genaues Geburtsdatum unbekannt
- Francesco Barsanti, italienischer Komponist, Oboist und Flötist († 1770)
- Charles Bridgeman, britischer Gartenarchitekt († 1738)

### Geboren um 1690
- Johann Glocker, württembergischer Maler († 1763)

## Gestorben
- 26. Januar: Abraham Delosea, Schweizer evangelischer Geistlicher und Heimatforscher (* 1619)
- 09. Februar: Johann Ludwig, Graf von Nassau-Ottweiler (* 1625)
- 12. Februar: Charles Le Brun, französischer Maler und Ornamentenzeichner (* 1619)
- 15. März: Franz Adolph Wilhelm, Graf von Rietberg, Domherr in Köln, Paderborn und Straßburg (* 1651)
- 28. März: Emmanuel Tzanes, kretischer Maler (* 1610)
- 15. April: Michael I. Apafi, Fürst von Siebenbürgen (* 1632)
- 16. April: Gesina ter Borch, niederländische Malerin und Zeichnerin (* 1633)
- 17. April: Caspar Ziegler, deutscher Jurist, Dichter und Komponist (* 1621)
- 18. April: Karl V., Titularherzog von Lothringen (* 1643)
- 20. April: Maria Anna Victoria von Bayern, bayerische Prinzessin und Gemahlin des französischen Thronfolgers (* 1660)
- 21. April: Jacob de Graeff, niederländischer Politiker und Patrizier (* 1642)
- 25. April: David Teniers der Jüngere, flämischer Maler, Zeichner und Kurator (* 1610)
- 06. Mai: Philipp Matthäus, niederländischer Mediziner (* 1641)
- 15. Mai: Eberhard Werner Happel, deutscher Universalgelehrter, Übersetzer, Romanautor und Journalist (* 1647)
- 20. Mai: John Eliot, englischer Puritaner, Missionar und Bibelübersetzer in Neuengland (* 1604)
- 27. Mai: Giovanni Legrenzi, italienischer Komponist (* 1626)
- 05. Juni: Jeremias Süßner, deutscher Bildhauer (* 1653)
- 08. Juli: Neil O’Neill, irischer katholischer Adeliger und Chieftain (* 1658)
- 11. Juli: Friedrich von Schomberg, Marschall von Frankreich, kurbrandenburgischer und englischer General (* 1615)
- 14. Juli: Heinrich Meurer, Bürgermeister von Hamburg (* 1643)
- 19. Juli: Giovanni Francesco Cassana, italienischer Maler (* um 1611)
- 21. Juli: Gregorio Carafa, Großmeister des Malteserordens (* 1615)
- 03. August: Gottfried Meisner, deutscher evangelischer Theologe (* 1618)
- 20. August: Alexandre II. de Bournonville, französischer Militär in spanischen und kaiserlichen Diensten (* 1616)
- 29. August: Christoph Hartmann Schacher, deutscher Jurist (* 1633)
- 05. September: Gottfried Welsch, deutscher Mediziner (* 1618)
- 12. September: Philipp Wilhelm, Kurfürst von der Pfalz (* 1615)
- 15. September: Thomas Bartholin d. J., Königlicher Archivar in Kopenhagen. (* 1659)
- 19. September: Giovanni Stefano Doneda, italienischer Maler (* 1612)
- 26. September: Joachim Ernst von Grumbkow, kurfürstlich brandenburgischer General und Kriegsminister (* 1637)
- 07. Oktober: Henry FitzRoy, 1. Duke of Grafton, englischer Adeliger (* 1663)
- 07. Oktober: Jacques Savary, französischer Kaufmann und Mitbegründer der Handelswissenschaft (* 1622)
- 10. Oktober: Louis Charles d’Albert, Herzog von Luynes, französischer Übersetzer und Moralist (* 1620)
- 15. Oktober: Adam Frans van der Meulen, flämischer Maler (* 1632)
- 15. Oktober: Juan de Valdés Leal, spanischer Maler und Bildhauer (* 1622)
- 17. Oktober: Margareta Maria Alacoque, französische Nonne, Mystikerin und Heilige der katholischen Kirche (* 1647)
- 30. Oktober: Hieronymus van Beverningh, niederländischer Staatsmann und Diplomat (* 1614)
- 03. November: Jean-Baptiste Colbert, französischer Staatsmann (* 1651)
- 04. November: Johann Wilhelm, Herzog von Sachsen-Jena (* 1675)
- 16. Dezember: Luise Elisabeth von Kurland, Landgräfin von Hessen-Homburg (* 1646)
- 19. Dezember: Gustav Düben, schwedischer Hofkapellmeister, Organist und Komponist (* um 1628)